# 南大庫
南大库，位于紫禁城西南角，原是多种库房集中的区域。

## 简介
南大库早期曾是灯库、木库、武器库，现仅灯库留存。在南大库保护管理用房建成前，南大库区域西部是武警北京总队十四支队用房，东部是建筑施工备料场。
灯库，位于紫禁城西南、南薰殿东南侧、激桶处南侧，原为紫禁城内储存灯具之所。灯库是一座东西走向的廊房，顶覆黄琉璃瓦。灯库是紫禁城内储存灯具之所。在《乾隆京城全图》上，该建筑标为“磁器库”，此即紫禁城的“外瓷器库”。《古今地理述》上写道：“瓷器库在西华门内武英殿之南。”在南大库保护管理用房建成前，灯库是守卫故宫博物院的武警北京总队十四支队四中队的食堂。
2013年10月19日，故宫博物院举办南大库保护管理用房建筑工程开工典礼，故宫博物院、武警北京总队十四支队、中兴文物建筑设计工程公司、北京华林源监理有限公司均派代表出席典礼。南大库保护管理用房是故宫博物院2013年度重点工程之一，属于“平安故宫”工程。南大库保护管理用房建成后，将由武警北京总队十四支队和故宫博物院共同使用，这将改善驻故宫博物院的武警北京总队十四支队官兵的工作、生活、学习条件，有利于腾退武英殿西侧区域的武警北京总队十四支队用房及该支队占用的南大库区的古建筑，并且可以缓解故宫博物院工作用房压力，有利于古建筑保护。南大库保护管理用房建筑工程占地面积为7336.49平方米，计划建筑面积为3966.4平方米，总投资大约为4000万元人民币，该工程预计2015年5月31日完工。
2014年，紫禁城内5处地点同步开展考古发掘，其中三处是古代建筑遗址，这5处考古发掘也是2013年故宫研究院考古研究所成立后首次在紫禁城内进行考古发掘。其中，在南大库消防管道改线工程工地进行了古代建筑遗址抢救性考古发掘，发现了排水沟，以及2.5米见方的建筑基础，地基为十三层夯土层，其上应为宫殿建筑，对该建筑遗址没有相关的历史文献记载。另外，在南大库工地还考古发掘了一座灰坑，坑内遍布瓷器碎片，应是清朝时候御窑瓷器的集中埋藏坑。这处灰坑位于库房室外，坑内出土大批从明朝洪武到清朝光绪时期的御窑瓷器残片。这是皇家用过的瓷器在破碎后依照规矩集中掩埋之处。此外，库房外地面下的垫土层受到多个后期灰坑或者灰土层的扰乱，其中出土大量玉石器残件、碴头，水晶料，骨蚌器残器、砗磲料，嘎巴拉碗残件。嘎巴拉碗的内壁多有朱砂写的梵文、藏文咒语。此处应是处理废料以免流失出宫之处。这是研究清朝内务府生产玉石器等工艺品情况的宝贵资料。